# فیصل عجب
فیصل عجب (عربی: فيصل العجب؛ زادهٔ ۲۴ اوت ۱۹۷۸) بازیکن فوتبال اهل سودان بود.
از باشگاه‌هایی که در آن بازی کرده‌است می‌توان به باشگاه فوتبال المریخ اشاره کرد.
وی همچنین در تیم ملی فوتبال سودان بازی کرده‌است.